# Nathalia Espinoza
Nathalia Espinoza (Guayaquil, 15 de enero de 1991) es una modelo y actriz ecuatoriana.

## Biografía
Nathalia Espinoza nació en Guayaquil el 15 de enero de 1991. Con siete años notó que su identidad de género no se correspondía con su sexo al nacer. A los 18 años de edad se independizó de la casa familiar e inició su formación en artes escénicas.
En 2022 participó en El pescado frito, producción ecuatoriana dirigida por Paco Cuesta, sobre una picantería donde diversos personajes y situaciones exponen la realidad social de las personas trans.
En 2023 obtuvo el título de Miss Ecuador Trans Universe. Ese mismo año, fue anunciada como una de los 16 concursantes del reality show Desafío a la Fama, de Ecuavisa. Fue la cuarta eliminada tras perder el duelo de popularidad contra Mariana Muy.

## Vida personal
Espinoza es una mujer trans. Tiene dos hermanos, uno de ellos abiertamente homosexual.

## Filmografía

### Televisión
- El pescado frito (2022)
- Desafío a la Fama (2023)

### Redes sociales
- La noche es mía